# Bebida de cola

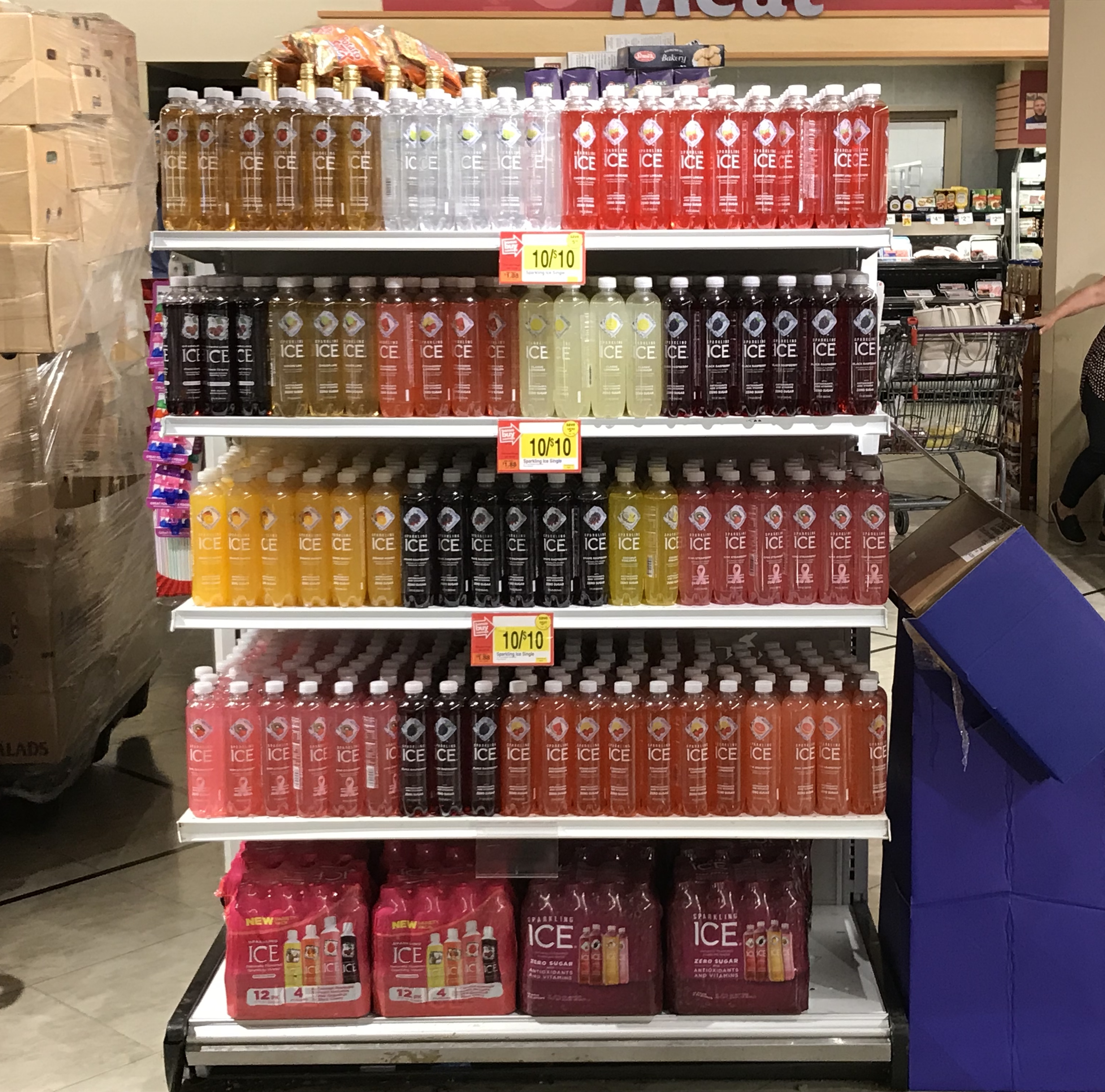
Estante con bebidas de cola.

Una bebida de cola es un refresco usualmente saborizado con caramelo colorado, y que frecuentemente posee cafeína.
Creada por el farmacéutico John Stith Pemberton, originalmente se vendía en farmacias; actualmente se ha convertido en un tipo de bebida famosa mundialmente.
En algunos países como Venezuela se le llama cola negra a juzgar por su color negruzco y para diferenciarla de la colita, la cual es llamada cola roja.
Su receta sin alcohol  se inspiró en el Cocawine del farmacéutico Angelo Mariani, creado en 1863.

## Sabor

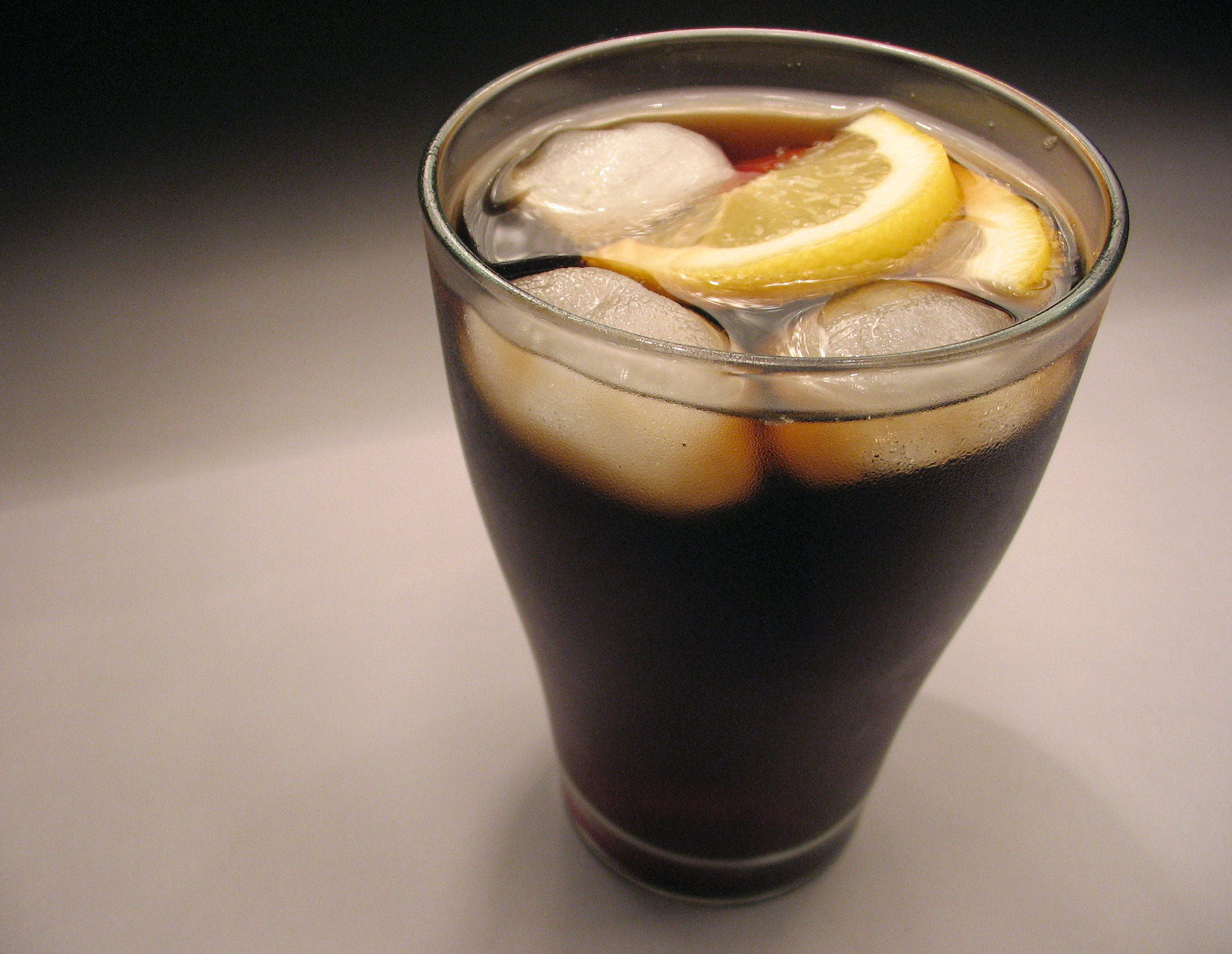
Vaso de bebida de cola con limón y hielos.

Sus ingredientes principales son azúcar, aceites cítricos (naranja, lima o cáscara de limón), canela, vainilla y un saborizante ácido, los cuales en su justa medida y proporción se diluyen en agua carbonatada junto a colorantes y conservantes. Muchos fabricantes de bebidas de cola añaden otros ingredientes a estos para crear un sabor propio de la marca. Estos incluyen nuez moscada, lavanda y una gran variedad de ingredientes, pero siendo la base principal, que la gente reconoce, vainilla y canela. Las semillas de Cola acuminata, que tienen un sabor amargo, contribuyen en menor medida o ninguna a la mayoría de las recetas. La acidez es aportada por el ácido fosfórico, algunas veces acompañado de algún ácido cítrico o aislado.
Las bebidas de cola más baratas contienen solo vainilla y canela como base de su sabor. Algunas recetas de bebida de cola son secretos industriales bien guardados, siendo el más famoso a este respecto el de Coca-Cola.
Suelen usarse algunos edulcorates como el jarabe de fructosa, azúcar y otros en la elaboración de las bebidas de cola. Las bebidas marcadas como "light", "zero", "diet" o "sin azúcar" utilizan solo edulcorantes artificiales.
En la elaboración de las primeras recetas de bebida de Cola se usaban hojas de coca y semillas de Cola acuminata, en una búsqueda de un remedio contra el dolor de cabeza, gracias a que contienen alcaloides psicoestimulantes. Se dice que de allí proviene el mundialmente famoso nombre de Coca Cola. También existió una receta a la cual se le añadía pepsina en búsqueda de un fármaco para el alivio de la dispepsia o indigestión, de lo cual derivó otra marca muy famosa mundialmente: Pepsi o Pepsi Cola.
En los refrescos de cola pueden utilizarse distintos edulcorantes, a menudo influidos por la política agrícola local. [El jarabe de maíz rico en fructosa (JMAF) se utiliza sobre todo en Estados Unidos y Canadá, debido al menor coste del maíz subvencionado por el gobierno. En Europa, sin embargo, el JMAF está sujeto a cuotas de producción diseñadas para fomentar la producción de azúcar; por tanto, el azúcar se utiliza preferentemente para endulzar los refrescos. Además, puede utilizarse stevia o un edulcorante artificial; las colas "sin azúcar" o "light" suelen contener únicamente edulcorantes artificiales.
En Japón, existe una floreciente industria de la cola artesanal, con métodos de producción local a pequeña escala y recetas de cola muy singulares que utilizan frutas, hierbas y especias de origen local.

## Coca-Cola blanca
En la década de 1940, Coca-Cola produjo Coca-Cola blanca a petición del Mariscal de la Unión Soviética Georgy Zhukov.
Las colas transparentes volvieron a producirse durante la moda de las transparentes de principios de la década de 1990. Entre las marcas se encontraban Crystal Pepsi, Tab Clear y 7 Up Ice Cola.  Crystal Pepsi se ha reintroducido repetidamente en la década de 2010.
En Dinamarca, la Cooperativa FDB fabricaba un popular refresco de cola transparente en 1976. Fue especialmente conocida por ser la "Hippie Cola", debido a la atención prestada a los efectos nocivos que el  aditivo colorante podía tener en los niños y al boicot de las marcas multinacionales. Se inspiró en una campaña sobre aditivos nocivos realizada en Dinamarca por la organización ecologista NOAH, una división danesa independiente de Amigos de la Tierra. A esto le siguió una variedad de refrescos sin colorantes artificiales. Hoy en día existen muchas colas ecológicas en Dinamarca, pero, por razones nostálgicas, la cola clara sigue manteniendo su popularidad hasta cierto punto.
En junio de 2018, Coca-Cola introdujo Coca-Cola Clear en Japón. 

## Marcas
Las marcas más importantes a nivel mundial son Coca-Cola y Pepsi. Hay muchas marcas locales para enunciar, hechas por productores regionales, pero que en algunos países son la primera marca.
Las marcas de cola de más éxito son Coca-Cola y Pepsi. Hay demasiadas marcas locales para enumerarlas, elaboradas por pequeños productores regionales, pero ciertos países y continentes tienen variantes producidas a gran escala para grandes poblaciones. Actualmente existen muchos fabricantes genéricos de refrescos de cola en todo el mundo. Dr Pepper no es una marca de cola y tiene 23 sabores distintos (según el fabricante) y se determinó que no era cola en un caso de un tribunal de distrito estadounidense en 1963.

### Europa
- España: La Casera Cola, Korrikolari se produce en el País Vasco, Alter Cola se produce en Cataluña por ApatsFood S.L., Frixen Cola en Aragón y Gali Cola que se produce en Galicia como alternativa a la Coca-Cola.
- Italia: Ben Cola y Cola Coop producida por Coop Italia que utiliza la cebada en lugar del colorante artificial.
- Rumania: American Cola y Adria Cola.
- Francia: Breizh Cola se produce en la región de Bretaña teniendo sabores de clavo, se embotella en botellas de sidra.
- Suecia: Cuba Cola.
- Dinamarca: Jolly Cola, fue más famosa que Coca Cola y Pepsi Cola durante las décadas de 1960 y 1970.
- República Checa y Eslovaquia: Kofola, tercera marca más vendida del país.
- Eslovenia, Croacia, Bosnia y Herzegovina, Serbia, Montenegro y Macedonia: Cockta, producida en la antigua Yugoslavia antes de la llegada de la Coca-Cola, aún con una importante presencia en el mercado.
- Alemania: Afri-Cola, con un alto contenido de cafeína (cerca de 250 mg/L). Su fórmula cambió en 1999 para reducirla y volvió en abril de 2006. Vita Cola, La Vita Cola, un refresco de la antigua Alemania comunista, representa el estilo de vida de los germanos orientales, los Ossis.
- Turquía: Cola Turka.
- Reino Unido: Virgin Cola también fue introducida en Sudáfrica y Europa del este en la década de 1990, pero su disponibilidad ha decaído.
- Reino Unido: Barr Cola producida por A.G. Barr (Productores de la famosa Irn Bru).
- Polonia: Hoop Cola,se produce en Polonia por Kofola S.A.

### Asia y Oriente medio
- Alef Cola es una marca de bebida cola en Israel y los Territorios Palestinos, comercializada principalmente en Haredim. El emblema kosher aparece de manera prominente en su logo.
- Mecca Cola, una bebida francesa, vendida en Oriente Medio y partes de Europa.
- RC Cola popular en Filipinas, distribuida por Asiawide Beverages. RC fue introducida en Israel en 1995 con el lema "RC: Just like in America!"
- Star Cola es una marca de Gaza y Palestina.
- Super Drink es una cola popular en los territorios palestinos y en el estado de Israel.
- Thums Up es una marca popular en India.
- Campa Cola era la marca más importante en India antes de la llegada de Pepsi y Coca-Cola en 1991.
- Zam Zam Cola, popular en Irán y partes del mundo árabe.
- China Cola, producida en China, que se vende en otros mercados como Estados Unidos

### América
- Manaos, marca perteneciente a Refres Now, elaborada en Argentina desde el año 2004.
- Doble Cola es una bebida de una compañía argentina de Córdoba.
- Secco elaborada en Argentina.
- Cunnington Cola elaborada por la empresa PRODEA desde 2007 en Argentina, la tercera más consumida.
- Inca Kola es una bebida fabricada por la Corporación José R. Lindley S.A., tiene una alianza con Coca-Cola y es muy popular en Perú, aunque en rigor no es una bebida cola, ya que es cristalina y de color amarillo intenso , se llama así desde sus orígenes.
- Royal Crown (RC Cola) se distribuye en Estados Unidos, Canadá y México.
- tuKola y Tropicola son marcas de Cuba (también disponibles en Italia).
- OpenCola es una bebida con receta de código libre (open source), puede ser producida libremente por cualquiera.
- Big Cola o Kola Real es una bebida de una compañía peruana AJE GROUP distribuida en Guatemala, Costa Rica, Colombia, México, Brasil , Venezuela y República Dominicana.
- Red Cola es un refresco distribuido en México por AGA Group
- King Cola elaborada y envasada en Venezuela por Embotelladora Terepaima (Refrescos Dumbo).
- Pop Cola envasada por Embotelladora Marbel en Barquisimeto, Venezuela.
- Pino Cola envasada por Sidra Pino en Mérida, Yucatán, México.
- Lulú Cola es un refresco distribuido en México por Pascual S.C.L..
- Chiva Cola, producida por el Grupo Omnilife del Club Deportivo Guadalajara, en México.
- Fioravanti gaseosa Ecuador de circulación internacional principalmente en España e Italia.
- Salva Cola envasada por Embotelladora La Cascada en El Salvador.
- Red cola y Dr Pepper una producida y otra envasada por la empresa Peñafiel en México y algunos otros países
- Fagar Cola gaseosa de Uruguay, distribuida en Uruguay
- Nix cola gaseosa de Uruguay.
- Free producida por la Compañía de Cervecerías Unidas entre 1986 y 1994 en Chile
- Tommy Cola, Rari Cola, Mc Cola, Buvi Sabor Cola, Cola, Fruna Cola son gaseosas de Chile.
- Kola Sol producida por Gaseosas El Sol S.A en Colombia
- FruCola gaseosa de Chile elaborada por la empresa Fruna
- Brown Cola bebida producida por Embotelladora Golden Cup en Venezuela, descontinuada desde 1996 a raíz de la adquisición de dicha empresa por parte de Empresas Polar y su alianza con la transnacional Pepsi.
- Pulp es una bebida gaseosa producida en Paraguay desde 1937. Es la primera bebida carbonatada que se elabora con jugo natural de frutas.
- Ice Cola Es un refresco de cola únicamente distribuido por Farmacias Guadalajara.
- Super Cola Es una bebida gaseosa producida por Salvavidas S.A. muy popular en Guatemala junto a su variante la Super Lime Lemon.

## Reacciones químicas
Por contener gas, las bebidas de cola son ácidas (el ácido carbónico se forma cuando el dióxido de carbono se disuelve en agua) y pueden reaccionar violentamente con sales químicas como el bicarbonato de sodio. Muchas bebidas de cola también contienen ácido fosfórico o ácido cítrico, que incrementa enormemente la acidez. 
El experimento de erupción con Coca-Cola Light y Mentos se convirtió en bastante popular, especialmente en sitios como YouTube, dedicándole también un capítulo de Mythbusters (Cazadores de mitos). Los caramelos Mentos y los polvos cristalizados como el azúcar o la sal, cuando son añadidos a la cola (generalmente light), causaban una alta reacción de burbujeo al crear pequeñas burbujas de dióxido de carbono. Esto se produce por la reacción física al liberar CO2 disuelto.

## Salud
Una revisión de estudios expone el efecto perjudicial para el esmalte dental de las bebidas de cola, es decir: la producción de caries dental, en ello intervienen dos factores de estas bebidas: el contenido de sacarosa y el pH bajo.
El consumo de refrescos de cola, pero no de otras bebidas gaseosas, se asocia con una baja densidad mineral ósea en las mujeres; se necesitan más estudios y se desconoce su relevancia clínica.
Las bebidas de cola poseen mayor cantidad de azúcar que el resto de las gaseosas para mitigar el intenso sabor amargo y ácido del resto de sus ingredientes. Lo cual la convierte en una bebida hipercalórica que puede favorecer el desarrollo de sobrepeso y obesidad. Lo cual a su vez conlleva el riesgo de desarrollar enfermedades metabólicas como hígado graso, hipertensión arterial, cardiopatías, diabetes mellitus tipo 2, etc.

## Etimología
- Wikcionario  tiene definiciones y otra información sobre cola.